# Ottorino Aloisio
Ottorino Aloisio (Udine, 16 marzo 1902 – Udine, 24 gennaio 1986) è stato un architetto italiano.

## Biografia
Ottorino Aloisio nasce a Udine il 16 marzo 1902. La costituzione di una nuova facoltà di architettura a Roma lo persuade a trasferirsi nella capitale, dove si laurea nel 1925.
Interprete attivo del Movimento Italiano per l'Architettura Razionale (MIAR) accanto a G. Levi Montalcini e G. Pagano, ne è stato il principale esponente in ambito torinese (vedasi il progetto per via Roma a Torino, del 1931).
Durante gli anni trascorsi a Udine (1926-'29) si è dedicato a progetti per concorsi, fra cui quelli per le Terme littorie (1927) e l'Università dello sport (1928), che ne hanno segnalato il nome sia in Italia sia all'estero. Parteciperà anche nel 1928 alla I Esposizione di architettura razionale a Roma, nel gruppo veneto, che comprendeva tra gli altri anche Duilio Torres. Dopo il trasferimento a Torino nel 1929, lavora per quattro anni nello studio dell'ing. Arrigo Tedesco-Rocca. 
Con la vittoria del concorso per la Casa littoria (1934) inaugura la libera professione.
Fra i progetti più significativi ricordiamo: il cinema teatro "Ideal" a Torino (1939), la ricostruzione del cinema teatro "Gianduja" a Torino (1946), la cattedrale cattolica di Meru in Kenya, il palazzo Sipra-Cetra a Torino (1959). 
Sue opere principali sono l'agenzia della Banca cattolica del Veneto a Tarvisio (1947); la casa Giacomuzzi in via Marinoni a Udine (1948-1950); l'edificio residenziale e commerciale in via Duodo a Udine (1950); casa Masieri in via Treppo a Udine (1950); la sistemazione e l'ampliamento della sede della Società friulana di elettricità in via Uccellis a Udine (1950); la tomba Veritti nel cimitero monumentale di Udine (1951); il progetto per villa Romanelli a Udine, completato solo dopo la sua morte.
Con Carlo Mollino e Marco Federico Roggero organizzò nel 1952 il primo convegno nazionale di Architettura alpina

## Opere
- Tomba Chiussi, Cimitero monumentale di Udine, Udine, 1927
- Tomba Castagnoli, Cimitero monumentale di Udine, Udine, 1928
- Palazzetto dell'Automobile Club, Ravenna, 1930
- Casa Verona in corso Moncalieri 23, Torino, 1930 (in coll. con A. Tedesco-Rocca)
- Progetto per la sistemazione di via Roma a Torino (con Giuseppe Pagano, Umberto Cuzzi, Gino Levi Montalcini, Ettore Sottsass senior), 1931 (non realizzato)
- Progetto di albergo montano presentato alla Triennale di Milano del 1932 (con Umberto Cuzzi ed Ettore Sottsass senior)
- Cinema "Massimo", Torino, 1934
- Casa Littoria e palazzo del Governo, Asti, 1934
- Casa del Balilla (ora palestra Istituto d'Arte), Asti, 1935
- Cinema Ideal, Torino, 1938-1939
- Villa Maggia in Strada d'Harcourt, Torino, 1939-1941 (giardini di Pietro Porcinai)
- Cinema teatro Gianduja, Torino, 1946 (trasformato in anni recenti)
- Banca cattolica del Veneto, Tarvisio, 1947[1]
- Casa Società Gruges, via Petrarca 40, Torino, 1947-1949
- Casa Giacomuzzi, Udine, 1948-1950[1]
- Edificio residenziale e commerciale in via Duodo, Udine, 1950[1]
- Casa Masieri, Udine, 1950[1]
- Sistemazione e ampliamento sede Società friulana di elettricità in via Uccellis, Udine, 1950[1]
- Tomba Veritti, cimitero monumentale, Udine, 1951[1]
- Villa Romanelli, Udine (progetto; completamento postumo)[1]
- Sede della Sipra, via Bertola 34, Torino, 1959
- Chiesa episcopale di Meru, Kenya, 1959
- Palazzo STIPEL, corso Inghilterra 7-9, Torino (ora Palazzo della Provincia), 1962

## Archivio
L'archivio di Ottorino Aloisio è conservato presso Gallerie del Progetto - Civici musei di storia e arte di Udine, la documentazione conservata copre un arco cronologico dal 1926 al 1975, ed  è costituita da progetti, disegni, corrispondenza con committenti, imprese e fornitori, capitolati, preventivi, computi metrici, relazioni, pratiche amministrative, fotografie (album e lastre fotografiche), e ulteriori faldoni contenenti pubblicazioni.